# Knud Skou
Knud Skou (23. september 1917 – 23. november 1944 i Charlottenlund) var en dansk officer og modstandsmand.

## Baggrund og erhverv
Knud Skou var løjtnant af reserven og ansat i Otto Danielsens skibsmæglerfirma. Broderen Ove Skou drev et kendt rederi, og Knud Skou selv var korresponderende reder for skibet M/S Vanjan. Under besættelsen gik han ind i modstandsbevægelsen i Studenternes Efterretningstjeneste og fik på grund af sit erhverv især at gøre med at organisere og gennemføre illegale transporter til søs. 

## Modstandsmand
I efteråret 1944 blev han sammen med stud. polit. Erik Crone, som også var reserveofficer, involveret i den illegale transport af 3000 svenske Husqvarna-maskinpistoler til Danmark. Disse våben blev kernen i en langvarig og bitter strid mellem den militære og den civile del af modstandsbevægelsen. Våbnene blev købt for statsmidler efter aftale mellem den illegale ”Lille Generalstab” og den designerede statsminister, Vilhelm Buhl. For ikke at bringe Buhl i vanskeligheder, hvis købet blev offentligt kendt, var det skibsreder A.P. Møller som stillede sikkerhed for det svenske banklån, som finansierede handelen. Aftalen mellem Generalstaben og Buhl var, at våbnene skulle fordeles med halvdelen til Generalstabens såkaldte O-grupper og halvdelen til de civile modstandsorganisationer. Frihedsrådets militære udvalg, K-udvalget, havde imidlertid en anden mening om våbnenes fordeling, og fik den opfattelse, at der skete en forfordeling til fordel for O-grupperne, hvilket førte til striden mellem generalstaben og Frihedsrådet. I 1960´erne blussede striden op igen i forbindelse med udgivelsen af Jørgen Hæstrups bog Hemmelig Alliance. Nyere undersøgelser synes at vise, at der ikke var grundlag for mistanken om at den civile del af modstandsbevægelsen blev forfordelt.
De svenske våben blev sejlet til København på skibe chartret af Søværnets illegale transportorganisation. Ét af disse skibe var M/S Vanjan, som Knud Skou var korresponderende reder for. Skibet indgik i en transportorganisation oprettet af Studenternes Efterretningstjeneste og sejlede i alt ca. 200 af de svenske våben til København.  Første sending med M/S Vanjan ankom 29. oktober 1944 og omfattede ti kasser à fem maskinpistoler. Indtil den 13. november gennemførte skibet endnu to eller tre sejladser med våben. Det var aftalt med kaptajn Svend Schjødt-Eriksen fra Generalstaben, at hæren skulle stå for modtagelse samt den videre transport og fordeling af våbnene, men angiveligt på grund af svigt i kommunikationen med hærens transportorganisation valgte Knud Skou og Erik Crone selv at stå for opgaven.
Dette førte til rygter i illegale kredse om, at Skou og Crone forsøgte at ”stjæle” våbnene. Rygterne var delvis sande, idet de havde besluttet at tage nogle kasser ud af hver sending, fordi de frygtede, at den aktive modstandsbevægelse ellers ikke ville få del i våbnene. De våben, som Skou og Crone stak til side, skulle gå til deres egen organisation, Studenternes Efterretningstjeneste, og til modstandsgruppen Holger Danske.
Samtidig med rygterne om våbentyverier verserede der også rygter om, at Skou var nazist, havde været på ”førerskole” i Tyskland og var involveret i stikkervirksomhed. Disse rygter baserede sig bl.a. på, at Skou trods sin deltagelse i modstandsbevægelsen opretholdt et gammelt venskab med frikorps-officeren Kærgaard-Rasmussen. Rygterne blev tilbagevist efter krigen.

### Dræbt ved mystisk likvidering
I sidste halvdel af november 1944 blev der udstedt en likvideringsordre på Skou og Crone til Holger Danske, hvis likvideringsgruppe arrangerede et møde med de to på Skovriderkroen i Charlottenlund den 23. november 1944. Da de mødte op, blev de beskudt af to mænd, deriblandt Erling Reck-Magnussen (kaldet "Gustav"). Skou blev dræbt på stedet, mens Crone kun blev ramt i skulderen og formåede af flygte. Erik Crone nåede dog kun at overleve yderlige nogle måneder, før han blev arresteret af Gestapo og kort efter henrettet. 
Det er senere blevet påstået, at det var kaptajn Schjødt-Eriksen, som udstedte likvideringsordren på Skou og Crone. Dette benægter Schjødt-Eriksen i sin erindringsbog,  idet han dog medgiver, at han svagt erindrer at have videregivet en besked om at Skou var stikker, en besked om han modtog via den hemmelige telefonforbindelse til Sverige kaldet Pilken. Denne besked blev – ifølge Schjødt-Eriksen – videregivet til professor Erik Husfeldt, medlem af Frihedsrådet. Da der nogle dage senere – igen via Pilken – kom en meddelelse om, at oplysningen om Skous stikkervirksomhed var forkert, blev også denne besked videregivet til Husfeldt, men da var drabet på Skou allerede en kendsgerning. 
Det er således fortsat uklart hvem der udstedte likvideringsordren på Skou og Crone, og på hvilket grundlag den blev udstedt.